# 李勃 (宋朝)
李勃（？—1132年），南宋初年萬州（今重庆市万州区）人。
紹興二年（1132年），李勃假稱自己是被金国俘虏到北方的祁王趙模，内侍楊公謹跟他講起徐王趙棣的行为特点，李勃於是改稱徐王。宣撫使張浚派他赴宋高宗行在，高宗命令王府舊吏驗視，发现不是真的，于是皇帝下詔将他送大理寺，审问出實情，于是判决在市上斬首示众。